# Пьюласки (округ, Джорджия)
Пьюла́ски (англ. Pulaski County) — округ штата Джорджия, США. Население округа на 2000 год составляло 9588 человек. Административный центр округа — город Хокинсвилл.

## История
Округ Пьюласки основан в 1808 году.

## География
Округ занимает площадь 639.7 км2.

## Демография
Согласно Бюро переписи населения США, в округе Пьюласки в 2000 году проживало 9588 человек. Плотность населения составляла 15 человек на квадратный километр.